# 콜롬버스 모듈

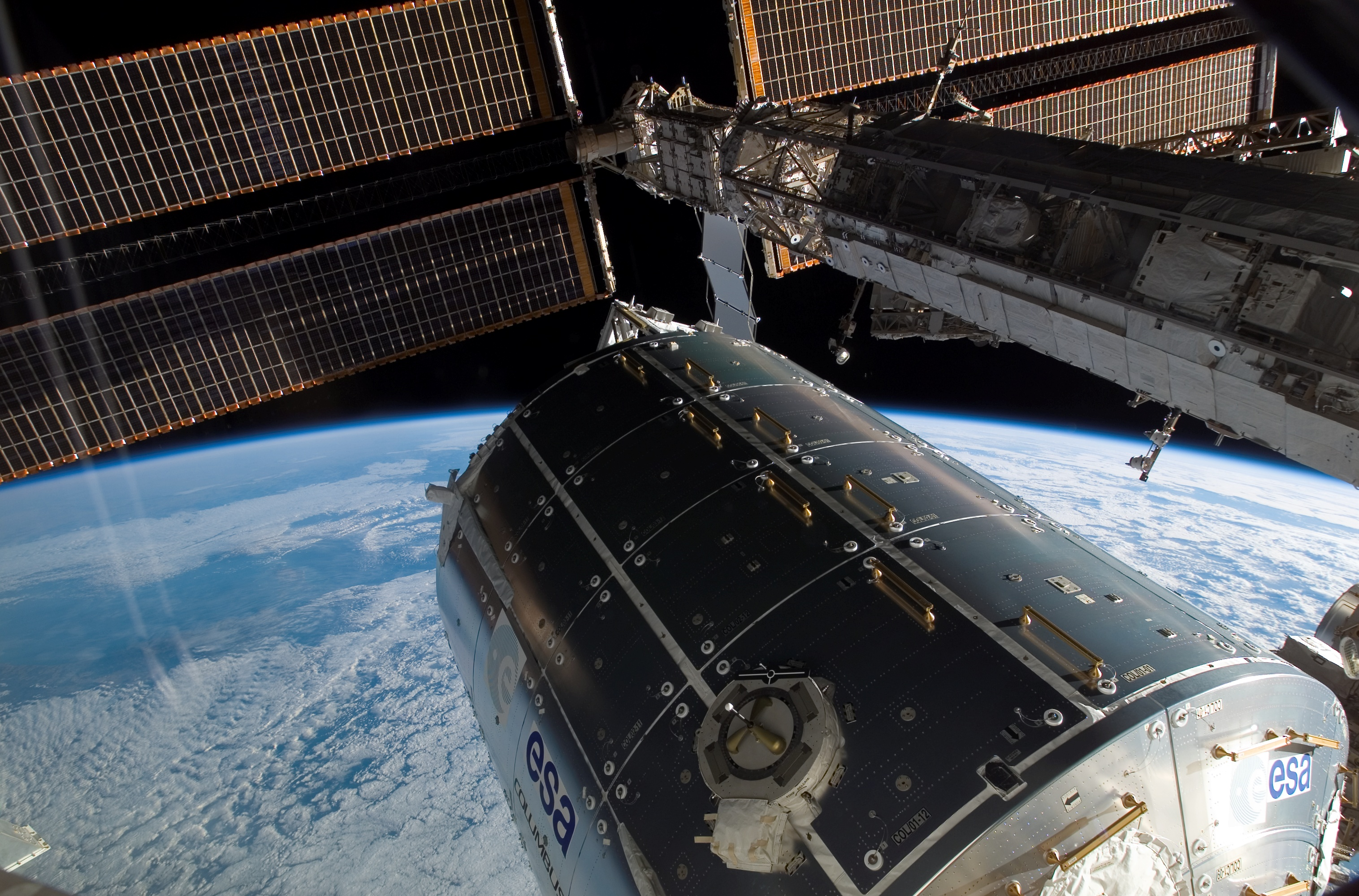
국제 우주 정거장에 부착된 콜롬버스 모듈

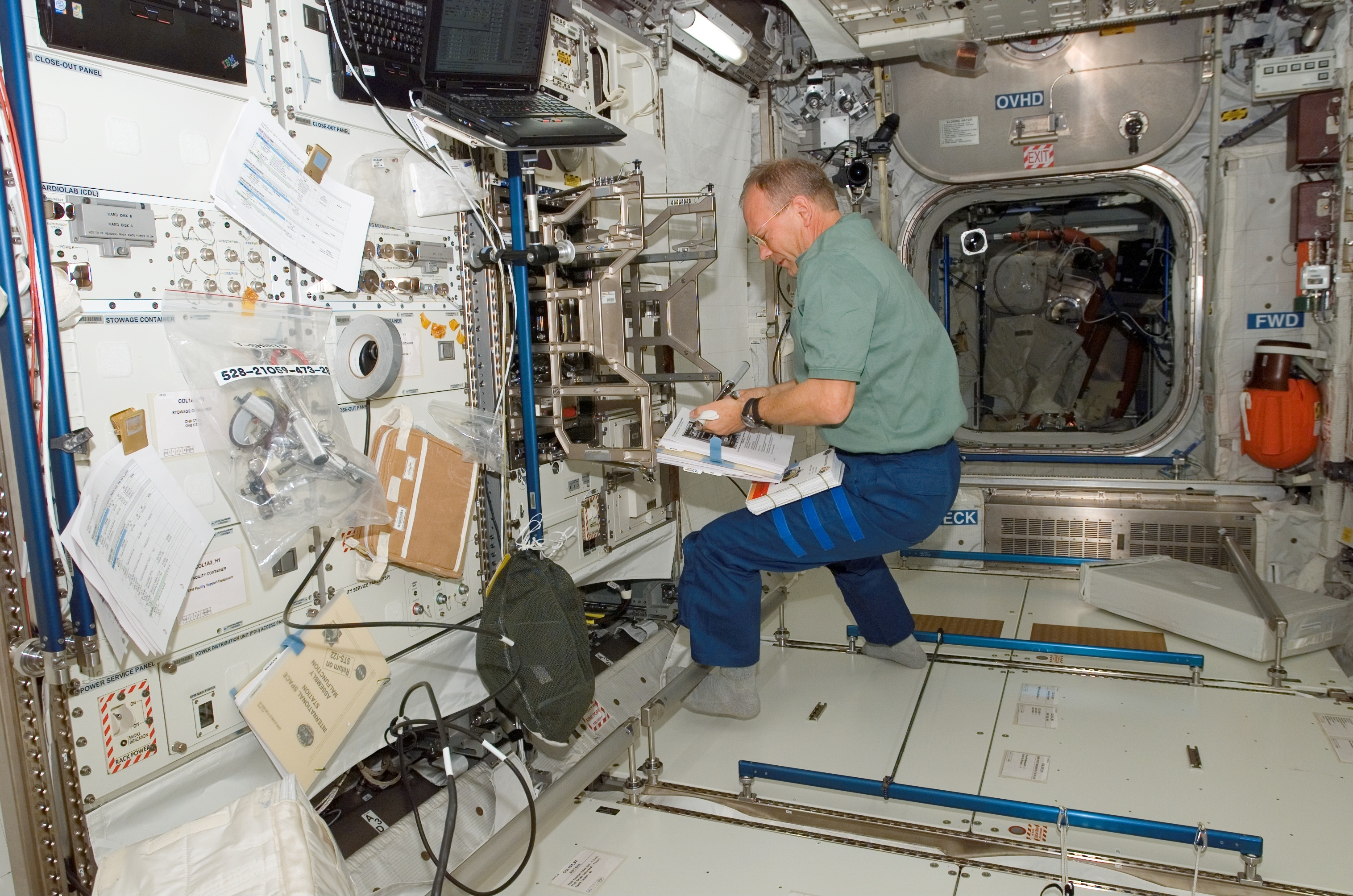
우주비행사 한스 슐레겔이 콜롬버스 모듈에서 작업을 하고 있다.

콜롬버스 모듈은 유럽 우주국이 만든 국제 우주 정거장의 우주 실험실 모듈이다. 실험실은 독일의 EADS 아스트리움에서 설계했다. 모듈이 제작된 후에 에어버스 벨루가 비행기에 실려서 미국의 케네디 우주센터에 보내졌고, 애틀랜티스 우주왕복선이 STS-122 비행으로 2008년 2월 7일에 궤도에 올려놓았다.
독일 뮌헨 근방인 오버파펜호펜에 위치한, 독일 항공우주 센터의 일부인 독일 우주 운영 센터에 위치한 콜롬버스 통제 센터에서 통제된다.
유럽 우주국은 모듈의 제작에 14억 유로, 약 20억 달러를 사용했다.

## 제원
- 길이: 7 m
- 직경: 4.5 m
- 총중량: 10,300 kg
- 총 화물 탑재량: 2500 kg
- 총 궤도 중량: 12800 kg

## 모듈 비교
- 자르야: 러시아 제작. 19톤. 최초의 모듈. 1998년 11월 발사. ISS의 궤도를 변경한다. 추락하는 것을 막는다. 추진 로켓이 장착되어 있다.
- 유니티: 미국 제작. 11톤. 2번 모듈. 1998년 12월 발사. 도킹 포인트가 6개나 있다. 여러 모듈을 연결시켜 준다.
- 즈베즈다: 러시아 제작. 19톤. 3번 모듈. 2000년 7월 발사. ISS의 우주인 거주공간. 식사도 여기서 하며, 화장실도 있다.
- 데스티니: 미국 제작. 24톤. 4번 모듈. 2001년 2월 발사. 우주 실험실. 미국 우주인 체류 공간이다. 화장실 없다.
- 하모니: 미국 제작. 14톤. 5번 모듈. 2007년 10월 발사. 우주 실험실
- 콜롬버스: 유럽 제작. 10톤. 6번 모듈. 2008년 2월 발사. 우주 실험실
- 키보: 일본 제작. 14톤+8톤. 7번 모듈. 2008년 5월 발사. 우주 실험실